# Resultados do Carnaval de Belo Horizonte
Resultados do Carnaval de Belo Horizonte.

## 1980
| Grupo A   | Grupo A           | Grupo A |
| Colocação | Escola            | Ref.    |
| --------- | ----------------- | ------- |
| 1º        | Cidade Jardim     | [ 1 ]   |
| Grupo B   |                   |         |
| Colocação | Escola            | Ref.    |
| 1º        | Canto da Alvorada | [ 1 ]   |

## 1981
| Grupo A            | Grupo A           | Grupo A |
| Colocação          | Escola            | Ref.    |
| ------------------ | ----------------- | ------- |
| 1º                 | Canto da Alvorada | [ 1 ]   |
| Grupo de Avaliação |                   |         |
| Colocação          | Escola            | Ref.    |
| 1º                 | Vera Cruz         | [ 1 ]   |

## 1982
| Grupo 1   | Grupo 1           | Grupo 1 |
| Colocação | Escola            | Ref.    |
| --------- | ----------------- | ------- |
| 1º        | Canto da Alvorada | [ 1 ]   |
| Grupo 2   |                   |         |
| Colocação | Escola            | Ref.    |
| 1º        | Vera Cruz         | [ 1 ]   |

## 1983
| Grupo 1   | Grupo 1       | Grupo 1 |
| Colocação | Escola        | Ref.    |
| --------- | ------------- | ------- |
| 1º        | Cidade Jardim | [ 1 ]   |
| Grupo 2   |               |         |
| Colocação | Escola        | Ref.    |
| 1º        | Monte Castelo | [ 1 ]   |

## 1984
| Grupo Especial     | Grupo Especial | Grupo Especial |
| Colocação          | Escola         | Ref.           |
| ------------------ | -------------- | -------------- |
| 1º                 | Cidade Jardim  | [ 1 ]          |
| Grupo de Avaliação |                |                |
| Colocação          | Escola         | Ref.           |
| 1º                 | Bem-te-Vi      | [ 1 ]          |

## 1985
| Grupo 1   | Grupo 1                             | Grupo 1 |
| Colocação | Escola                              | Ref.    |
| --------- | ----------------------------------- | ------- |
| 1º        | Canto da Alvorada                   | [ 1 ]   |
| Grupo 2   |                                     |         |
| Colocação | Escola                              | Ref.    |
| 1º        | Mocidade Independente de Venda Nova | [ 1 ]   |

## 1986
| Grupo 1   | Grupo 1                             | Grupo 1 |
| Colocação | Escola                              | Ref.    |
| --------- | ----------------------------------- | ------- |
| 1º        | Cidade Jardim                       | [ 1 ]   |
| Grupo 2   |                                     |         |
| Colocação | Escola                              | Ref.    |
| 1º        | Mocidade Independente de Venda Nova | [ 1 ]   |

## 1987
| Grupo 1   | Grupo 1           | Grupo 1 |
| Colocação | Escola            | Ref.    |
| --------- | ----------------- | ------- |
| 1º        | Canto da Alvorada | [ 1 ]   |
| Grupo 2   |                   |         |
| Colocação | Escola            | Ref.    |
| 1º        | Unidos Guaranis   | [ 1 ]   |

## 1988
| Grupo 1   | Grupo 1           | Grupo 1 |
| Colocação | Escola            | Ref.    |
| --------- | ----------------- | ------- |
| 1º        | Canto da Alvorada | [ 1 ]   |
| Grupo 2   |                   |         |
| Colocação | Escola            | Ref.    |
| 1º        | Vila Rica         | [ 1 ]   |

## 1989
Sem desfile.

## 1990
| Grupo 1   | Grupo 1           | Grupo 1 |
| Colocação | Escola            | Ref.    |
| --------- | ----------------- | ------- |
| 1º        | Canto da Alvorada | [ 1 ]   |
| Grupo 2   |                   |         |
| Colocação | Escola            | Ref.    |
| 1º        | Bem-te-Vi         | [ 1 ]   |

## 1991 - 2003
Sem desfiles, por decisão das entidades ou cancelamentos por outros motivos.

## 2004
| Colocação | Escola            | Ref.  |
| --------- | ----------------- | ----- |
| 1º        | Canto da Alvorada | [ 1 ] |

## 2005
| Colocação | Escola                   | Ref.  |
| --------- | ------------------------ | ----- |
| 1º        | Canto da Alvorada        | [ 1 ] |
| 2º        | Acadêmicos de Venda Nova |       |

## 2006
| Colocação | Escola                   | Ref.  |
| --------- | ------------------------ | ----- |
| 1º        | Canto da Alvorada        | [ 1 ] |
| 2º        | Acadêmicos de Venda Nova |       |

## 2007
| Colocação | Escola            | Ref.  |
| --------- | ----------------- | ----- |
| 1º        | Canto da Alvorada | [ 1 ] |

## 2008
| Colocação | Escola                   | Ref.  |
| --------- | ------------------------ | ----- |
| 1º        | Acadêmicos de Venda Nova | [ 1 ] |

## 2009
| Colocação | Escola                   | Pontos | Ref.  |
| --------- | ------------------------ | ------ | ----- |
| 1º        | Acadêmicos de Venda Nova | 98     | [ 2 ] |
| 2º        | Canto da Alvorada        | 94,8   | [ 2 ] |
| 3º        | Chame-Chame              | 92,30  | [ 2 ] |

## 2010
Escolas de Samba
| Grupo A   | Grupo A                  | Grupo A | Grupo A                   | Grupo A |
| Colocação | Escola                   | Pontos  | Nota                      | Ref.    |
| --------- | ------------------------ | ------- | ------------------------- | ------- |
| 1º        | Chame-Chame              | 99,8    |                           | [ 3 ]   |
| 2º        | Acadêmicos de Venda Nova | 98,1    |                           | [ 3 ]   |
| 3º        | Bem-te-Vi                | 95,5    |                           | [ 3 ]   |
| 4º        | Canto da Alvorada        | 84,5    |                           | [ 3 ]   |
| 5º        | Unidos da Onça           | 76,5    |                           | [ 3 ]   |
| 6º        | Unidos dos Guaranis      | 73      |                           | [ 3 ]   |
| 7º        | Cidade Jardim            | 69,6    | Desclassificada/Rebaixada | [ 3 ]   |
| Grupo B   |                          |         |                           |         |
| Colocação | Escola                   | Pontos  | Nota                      | Ref.    |
| 1º        | Império da Nova Era      | 89,3    | Promovida                 | [ 3 ]   |
| 2º        | Galoucura                | 84,9    |                           | [ 3 ]   |
| 3º        | Imperatriz de Venda Nova | 73,9    |                           | [ 3 ]   |
| 4º        | Estrela do Vale          | 67,9    |                           | [ 3 ]   |
| 5º        | Inconfidência Mineira    | 63,5    |                           | [ 3 ]   |

Blocos caricatos
| Grupo A   | Grupo A                    | Grupo A | Grupo A         | Grupo A |
| Colocação | Bloco                      | Pontos  | Nota            | Ref.    |
| --------- | -------------------------- | ------- | --------------- | ------- |
| 1º        | Por Acaso                  | 49      |                 | [ 3 ]   |
| 2º        | Bacharéis do Samba         | 45,7    |                 | [ 3 ]   |
| 3º        | Inocentes de Santa Tereza  | 43,5    |                 | [ 3 ]   |
| 4º        | Mulatos do Samba           | 38,8    |                 | [ 3 ]   |
| 5º        | Invasores de Santo Antônio | 36,2    |                 | [ 3 ]   |
| Grupo B   |                            |         |                 |         |
| Colocação | Bloco                      | Pontos  | Nota            | Ref.    |
| 1º        | Metralhas do IAPI          | 40      | Promovido       | [ 3 ]   |
| 2º        | Corsários do Samba         | 18,5    |                 | [ 3 ]   |
| 3º        | Piratas da Pedro II        |         | Desclassificado | [ 3 ]   |

- Infiltrados do Santa Tereza passou avaliação de garantiu o direito de desfilar pelo Grupo B dos blocos em 2011.[3]

## 2017

### Escolas de samba
- 1- Acadêmicos de Venda Nova
- 2-  Estrela do Vale
- 3- Cidade Jardim
- 4- [4]

### Blocos caricatos
- 1- Mulatos do Samba.
- 2- Estivadores do Havaí
- 3- Infiltrados do Santa Tereza

## 2020

### Escolas de samba
| Grupo Especial | Grupo Especial           | Grupo Especial | Grupo Especial    |
| Colocação      | Escola                   | Pontos         | Ref.              |
| -------------- | ------------------------ | -------------- | ----------------- |
| 1º             | Canto da Alvorada        | 179,2          | [ 5 ] [ 6 ] [ 7 ] |
| 2º             | Acadêmicos de Venda Nova | 177,9          | [ 5 ]             |
| 3º             | Cidade Jardim            | 177,5          | [ 5 ]             |
| 4º             | Estrela do Vale          | 175,7          | [ 5 ]             |
| 5º             | Raio de Sol              | 175,5          | [ 5 ]             |
| 6º             | Bem te Vi                | 174            | [ 5 ]             |
| 7º             | Imperatriz de Venda Nova | 172,9          | [ 5 ]             |
| 8º             | Unidos dos Guaranys      | 172,1          | [ 5 ]             |

### Blocos Caricatos
| Grupo A   | Grupo A                   | Grupo A      | Grupo A |
| Colocação | Escola                    | Pontos       | Ref.    |
| --------- | ------------------------- | ------------ | ------- |
| 1º        | Bacharéis do Samba –      | 148          | [ 5 ]   |
| 2º        | Estivadores do Havaí      | 148          | [ 5 ]   |
| 3º        | Por Acaso                 | 147,1        | [ 5 ]   |
| 4º        | Unidos da Zona Norte      | 146,4 pontos | [ 5 ]   |
| 5º        | Inocentes de Santa Tereza | 146,1        | [ 5 ]   |
| 6º        | Real Grandeza             | 145,5        | [ 5 ]   |

| Grupo B   | Grupo B             | Grupo B | Grupo B |
| Colocação | Escola              | Pontos  | Ref.    |
| --------- | ------------------- | ------- | ------- |
| 1º        | Corsário do Samba   | 145,7   | [ 5 ]   |
| 2º        | Aflitos do Anchieta | 144,6   | [ 5 ]   |
| 3º        | Mulatos do Samba    | 118,5   | [ 5 ]   |